# Frank Croxton

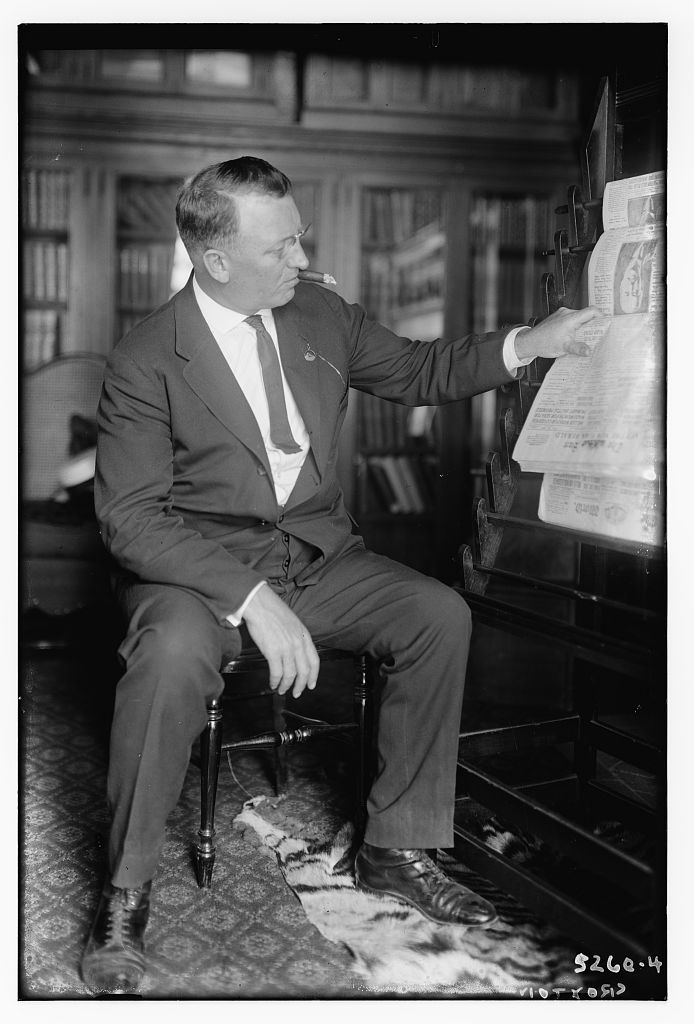
Frank Croxton in 1922

Frank Croxton (* 7. Oktober 1877 in Paris, Kentucky; † 4. September 1949 in New York City) war ein US-amerikanischer Sänger (Bass).
Croxton wuchs ab 1882 in Lexington auf und studierte dort an der Transylvania University. Nach dem Abschluss 1898 nahm er in New York Gesangsunterricht bei Frank Herbert Tubbs, Oscar Saenger und John D. Mehan und 1907–08 in Paris bei Frank King Clark. Er wurde dann Solosänger an der New Yorker Brick Presbyterian Church, später an der Collegiate Church of St. Nicholas.
Seine erste Plattenaufnahme war In the Garden of my Heart, ein Duett mit Henry Burr (1910). 1912 gründete er mit Agnes Kimball, Nevada van der Veer und Reed Miller das Croxton Quartet; Kimball und Miller wurden später durch Inez Barbour und Henry Burr ersetzt. Mit letzteren arbeitete er ab 1919 als Trio. Außerdem war er ab 1914 Mitglied des Columbia Stellar Quartetts und von 1919 bis 1925 des Peerless Quartet (mit Albert Campbell, Henry Burr und John H. Meyer). Er sang als Solist und als Mitglied der genannten Ensembles Aufnahmen für U-S Everlasting Records, Edison, Columbia Records und Victor Records. Sein größter Erfolg war Weeping Willow Lane, ein 1919 bei Victor entstandenes Duett mit Burr. Während der Weltwirtschaftskrise gab Croxton seine Laufbahn als Sänger bei Plattenfirmen auf, er blieb jedoch als Kirchensänger aktiv und gab Gesangsunterricht.